# Rhopalopterum glaberrimum
Rhopalopterum glaberrimum är en tvåvingeart som först beskrevs av Johann Wilhelm Meigen 1838.  Rhopalopterum glaberrimum ingår i släktet Rhopalopterum och familjen fritflugor. Inga underarter finns listade i Catalogue of Life.